# Condado de Crawford (Illinois)
El condado de Crawford (en inglés: Crawford County), fundado en 1816, es uno de 102 condados del estado estadounidense de Illinois. En el año 2006, el condado tenía una población de 20 452 habitantes y una densidad poblacional de 18 personas por km². La sede del condado es Robinson. El condado recibe su nombre en honor a William H. Crawford.

## Geografía
Según la Oficina del Censo, el condado tiene un área total de 1154 km² (445,6 mi²), de la cual 1149 km² (443,6 mi²) es tierra y 6 km² (2,316602316602 mi²) (0.49%) es agua.

### Condados adyacentes
- Condado de Clark (norte)
- Condado de Sullivan, Indiana (este)
- Condado de Knox, Indiana (sureste)
- Condado de Lawrence (sur)
- Condado de Richland (suroeste)
- Condado de Jasper (oeste)

## Demografía
Según la Oficina del Censo en 2000, los ingresos medios por hogar en el condado eran de $32 531, y los ingresos medios por familia eran $40 418. Los hombres tenían unos ingresos medios de $30 339 frente a los $21 604 para las mujeres. La renta per cápita para el condado era de $16 869 Alrededor del 11.20% de la población estaban por debajo del umbral de pobreza.

## Transporte

### Autopistas principales
- Ruta de Illinois 1
- Ruta de Illinois 33

## Municipalidades
| - Robinson | y | - Flat Rock - Hutsonville - Oblong - Palestine - Stoy |  |

### Municipios
El condado de Crawford está dividido en diez municipios:
| - Municipio de Honey Creek - Municipio de Hutsonville - Municipio de Lamotte - Municipio de Licking - Municipio de Martin | - Municipio de Montgomery - Municipio de Oblong - Municipio de Prairie - Municipio de Robinson - Municipio de Southwest |  |